# Stiftung Stöckenweid
Die Stiftung Stöckenweid ist eine Stiftung, die eine im Jahr 1993 gegründete Einrichtung betreibt. Diese liegt in Feldmeilen, Gemeinde Meilen, im Schweizer Kanton Zürich. Die Stiftung Stöckenweid steht unter der Aufsicht des kantonalen Sozialamts und verfügt über eine Betriebsbewilligung desselben. Die Stiftungsaufsicht liegt beim Bezirksrat Meilen.

## Auftrag
Die Stiftung Stöckenweid setzt sich für die soziale, wirtschaftliche und rechtliche Integration von Menschen mit Unterstützungsbedarf ein und pflegt einen stets gleichberechtigten und respektvollen Umgang miteinander.
Sie befindet sich oberhalb von Meilen und bietet ein umfangreiches Wohn-, Arbeits- und Ausbildungsangebot für Menschen ab 18 Jahren mit geistigen, psychischen, autistischen und/oder körperlichen Beeinträchtigungen. Ein differenziertes Wohnkonzept und ein vielfältiges Arbeits- sowie Ausbildungsangebot bilden die Basis für eine Begleitung, die optimal an die individuellen Entwicklungsstufen und Lebensziele angepasst ist.

## Geschichte
1993 wurde von einer Gruppe von Eltern aus dem Heilpädagogischen Verein Küsnacht das «Werkheim Stöckenweid». Ihr Ziel war es, für Schulabgänger eine adäquate und vergleichbare Anschlussinstitution für Jugendliche und Erwachsene zu gründen. Am 29. September 1993 zogen die ersten sechs Bewohner ins Werkheim Stöckenweid ein. Bis 1995 wuchs die Bewohnerzahl rasch, und alle Wohnplätze wurden belegt. Durch den Umbau, der 2009 abgeschlossen wurde, entstand ein breit gefächertes Wohnangebot mit internen Wohngruppen und Aussenwohngruppen.
Mit der Handweberei und der Demeter-Gärtnerei wurden seit der Gründung des «Werkheims Stöckenweid» die ersten geschützten Arbeits- und Ausbildungsplätze geschaffen. Eine Schreinerei folgte, und 1997 öffnete der Bioladen. In den folgenden Jahren ergänzte sich die Stöckenweid weiter mit dem Blumenladen und dem Catering. Im Neubau des Werkstattgebäudes erhielt jede Abteilung – Schreinerei, Textilwerkstatt, Ateliers – ihren eigenen Bereich, der durch Gartenhof, Terrasse, Werkplatz nach aussen erweitert wird. Die entstandenen Produkte werden im Bioladen und im Weihnachtszelt verkauft. Das «Werkheim Stöckenweid» wurde 2005 in eine unabhängige Stiftung überführt. Durch das Wachstum kam es zu Änderungen der Forderungen des Bundesamtes für Sozialversicherungen. Stöckenweid entschied sich für das Qualitätsmanagementverfahren «Wege zur Qualität». Das Qualitätsmanagement ist speziell ausgerichtet auf die Aufgabenerfüllung eines Betriebs mit Beziehungsdienstleistungen.
Heute beschäftigt die Stiftung Stöckenweid rund 80 Menschen mit Beeinträchtigungen.

## Zielsetzungen
Die Stiftung Stöckenweid schafft für Menschen mit Begleitbedarf Wohn-, Arbeits- und Lebensräume, die sich, unter Berücksichtigung der persönlichen Lebensziele, an den Standards des normalen Umfeldes orientieren.